# ハンツビル
ハンツビル（Huntsville）は、アメリカ合衆国アラバマ州の都市。マディソン郡の郡庁所在地である。人口は21万5006人（2020年）で、州内最大の都市である。アパラチア山脈の南麓に位置し、森で囲まれる。

## 地理
市域の一部はライムストーン郡に入っている。 
アメリカ合衆国統計局によると、この都市は総面積451.8 km² (174.4 mi²) である。このうち450.8 km² (174.1 mi²) が陸地で1.0 km² (0.4 mi²) が水地域である。総面積の0.22%は水地域となっている。

## 経済
市街地の南方に広大なアメリカ軍レッドストーン兵器廠が展開している。敷地内にはマーシャル宇宙飛行センターなどの宇宙開発機関が立地しており、多くの市民が航空宇宙産業に携わっている。また、宇宙体験学習施設のスペースキャンプなどもあり、観光に一役買っている。
古くは軍事産業で発達した都市であり、NASAの施設も元々は陸軍におけるミサイル開発の拠点であった。今日の宇宙産業はミサイル開発の技術を平和的利用に導いた結果といえる。ドイツでV2ロケット（ミサイル）を開発した、ヴェルナー・フォン・ブラウン博士が大型の月行きロケットを開発したのもこのハンツビルであり、アメリカにおけるロケット開発のメッカである。1950年代には黒人による市民人権運動の舞台にもなった。市名は独立戦争で活躍した軍人の名前に基づく。
2021年にマツダ・トヨタ・マニュファクチャリング・U.S.A.が操業開始した。

## 交通
- ハンツビル国際空港が南西に立地している。
- 鉄道は貨物専用で、観光列車が時折運行される。
- 小規模だがハンツビル病院トラム・システムというピープル・ムーバーがある。

## 教育
- アラバマ大学ハンツビル校

## 人口動静
2000年国勢調査で、この都市は人口158,216人、66,742世帯、及び41,713家族が暮らしている。人口密度は351.0/km² (909.0/mi²) である。163.4/km² (423.3/mi²) の平均的な密度に73,670軒の住宅が建っている。この都市の人種的な構成は白人64.47%、アフリカン・アメリカン30.21%、ネイティブ・アメリカン0.54%、アジア2.22%、太平洋諸島系0.06%、その他の人種0.66%、及び混血1.84%である。ここの人口の2.04%はヒスパニックまたはラテン系である。
この都市内の住民は23.1%が18歳未満の未成年、18歳以上24歳以下が10.7%、25歳以上44歳以下が29.3%、45歳以上64歳以下が23.4%、及び65歳以上が13.4%にわたっている。中央値年齢は37歳である。女性100人ごとに対して男性は92.8人である。18歳以上の女性100人ごとに対して男性は89.7人である。
この都市の世帯ごとの平均的な収入は41,074 USドルであり、家族ごとの平均的な収入は52,202 USドルである。男性は40,003 USドルに対して女性は26,085 USドルの平均的な収入がある。この都市の一人当たりの収入 (per capita income) は24,015 USドルである。人口の12.8%は貧困線以下である。全人口のうち18歳未満の18.7% 及び65歳以上の9.0%は貧困線以下の生活を送っている。

## ハンツビルを舞台とした作品

### 映画
- 『コンスタレーション』出演者：ゾーイ・サルダナ、ヒル・ハーパー
- 『スペースキャンプ』 出演者：ケイト・キャプショー
- 『Beyond the Stars』出演者：：クリスチャン・スレーター、マーティン・シーン、シャロン・ストーン

## 姉妹都市
- 台南市（台湾）

## 出身者及びゆかりのある人
- キム・ディケンズ、女優
- クレイグ・キンブレル、メジャーリーガー
- ジミー・ウェールズ、ウィキペディア創設者
- ジミー・キー、野球選手
- ジョン・グリーンウェイ、実業家
- ブルース・マックスウェル、メジャーリーガー
- ジョン・ハント・モーガン、軍人
- スチュワート・シンク、プロゴルフ選手
- デビー・ライアン、女優
- フェリシア・デイ、女優
- ボビー・イートン、プロレスラー
- マービン・G・ケネディ、軍人
- マイケル・ブラウン、天文学者